# 173-тя резервна дивізія (Третій Рейх)
173-тя резервна дивізія (Третій Рейх) (нім. 173. Reserve-Division) — резервна піхотна дивізія Вермахту, що входила до складу німецьких сухопутних військ у роки Другої світової війни.

## Історія
173-тя резервна дивізія була сформована 17 липня 1943 року шляхом перейменування дивізії № 173, яка була створена в 1939 році на навчальному центрі Міловіце (нім. Truppenübungsplatz Milowitz) у 13-му військовому окрузі і згодом переведена до Хорватії. Після цього дивізія була включена до складу сил для проведення антипартизанських операцій на території Хорватії та окупованих землях Югославії. 9 лютого 1944 року дивізію передислокували до Протекторату Богемії та Моравії, а її підрозділи були використані на військовому полігоні Міловіц, на північний схід від Праги, для створення дивізії «Міловіц». 15 березня 1944 року дивізія розформована. Підрозділи дивізії пішли на посилення 320-ї, а 11 березня 1944 року 389-ї піхотних дивізій. Штаб дивізії став основою формування 237-ї піхотної дивізії.

## Райони бойових дій
- Німеччина (липень — вересень 1943);
- Сербія та Хорватія (вересень 1943 — лютий 1944)

## Командування

### Командири
- генерал-лейтенант Генріх фон Бер (17 липня 1943 — 15 березня 1944)

### Підпорядкованість
| Час      | Корпус     | Армія | Група армій (округ) | Штаб     |
| -------- | ---------- | ----- | ------------------- | -------- |
| 1943     |            |       |                     |          |
| вересень | LXIX рез.к | 2 ТА  | Група армій «F»     | Хорватія |

### Склад
| Дивізія № 137                          | 173-тя резервна дивізія                |
| -------------------------------------- | -------------------------------------- |
| 17-й запасний піхотний полк            | 17-й резервний гренадерський полк      |
| 73-й запасний піхотний полк            | —                                      |
| 231-й запасний піхотний полк           | 231-й резервний гренадерський полк     |
| 17-й запасний артилерійський полк      | 10-й резервний артилерійський дивізіон |
| 10-й запасний розвідувальний батальйон | —                                      |
| 35-й запасний танковий батальйон       | —                                      |
| 17-й запасний інженерний батальйон     | 46-й резервний інженерний батальйон    |
| 13-й запасний батальйон                | —                                      |
| 873-те дивізійне управління постачання |                                        |